# Gran Premio di superbike di Phillip Island 2020
Il Gran Premio di superbike di Phillip Island 2020 è stato la prima prova su otto del campionato mondiale Superbike 2020, disputato il 29 febbraio e il 1º marzo sul circuito di Phillip Island, in gara 1 ha visto la vittoria di Toprak Razgatlıoğlu davanti a Alex Lowes e Scott Redding, la gara Superpole è stata vinta da Jonathan Rea davanti a Toprak Razgatlıoğlu e Scott Redding, la gara 2 è stata vinta da Alex Lowes che ha preceduto Jonathan Rea e Scott Redding.
La vittoria nella gara valevole per il campionato mondiale Supersport 2020 è stata ottenuta da Andrea Locatelli.

## Risultati

### Superbike Gara 1

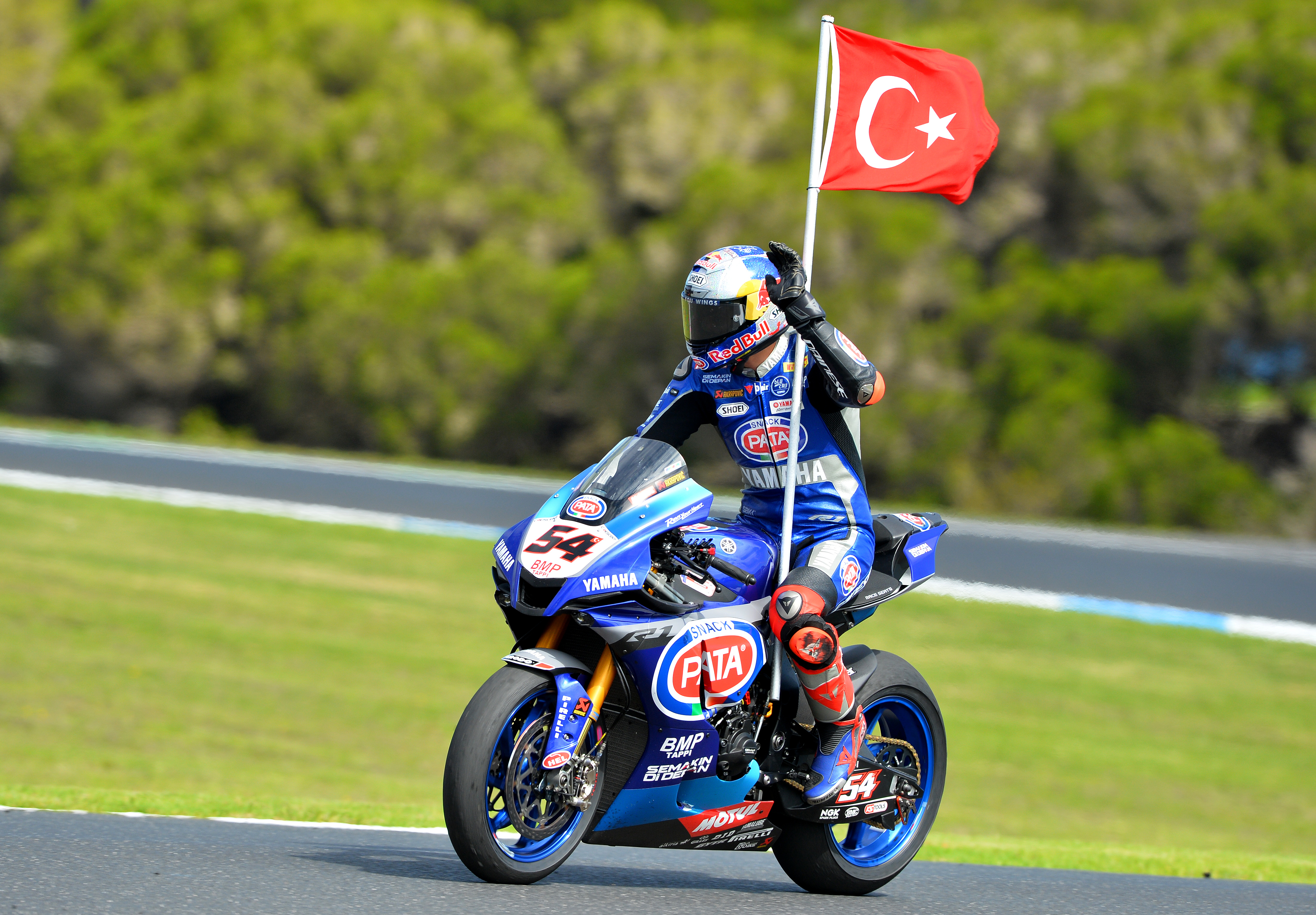
Razgatlıoğlu festeggia la vittoria al termine di gara 1

#### Arrivati al traguardo
| Pos. | Nº | Pilota                | Squadra                  | Motocicletta         | Giri | Tempo     | Griglia | Punti |
| ---- | -- | --------------------- | ------------------------ | -------------------- | ---- | --------- | ------- | ----- |
| 1º   | 54 | Toprak Razgatlıoğlu   | Pata Yamaha              | Yamaha YZF R1        | 22   | 33'48.344 | 4º      | 25    |
| 2º   | 22 | Alex Lowes            | Kawasaki Racing          | Kawasaki ZX-10RR     | 22   | +0.007    | 8º      | 20    |
| 3º   | 45 | Scott Redding         | Aruba.it Racing - Ducati | Ducati Panigale V4 R | 22   | +0.041    | 2º      | 16    |
| 4º   | 60 | Michael van der Mark  | Pata Yamaha              | Yamaha YZF R1        | 22   | +0.137    | 6º      | 13    |
| 5º   | 91 | Leon Haslam           | Team HRC                 | Honda CBR1000RR-R    | 22   | +3.910    | 5º      | 11    |
| 6º   | 19 | Álvaro Bautista       | Team HRC                 | Honda CBR1000RR-R    | 22   | +4.426    | 15º     | 10    |
| 7º   | 76 | Loris Baz             | Ten Kate Racing Yamaha   | Yamaha YZF R1        | 22   | +4.493    | 7º      | 9     |
| 8º   | 7  | Chaz Davies           | Aruba.it Racing - Ducati | Ducati Panigale V4 R | 22   | +11.849   | 16º     | 8     |
| 9º   | 66 | Tom Sykes             | BMW Motorrad             | BMW S1000 RR         | 22   | +11.910   | 1º      | 7     |
| 10º  | 21 | Michael Ruben Rinaldi | Team GoEleven            | Ducati Panigale V4 R | 22   | +11.922   | 14º     | 6     |
| 11º  | 50 | Eugene Laverty        | BMW Motorrad             | BMW S1000 RR         | 22   | +11.949   | 13º     | 5     |
| 12º  | 64 | Federico Caricasulo   | GRT Yamaha               | Yamaha YZF R1        | 22   | +20.720   | 12º     | 4     |
| 13º  | 11 | Sandro Cortese        | Outdo Kawasaki TPR       | Kawasaki ZX-10RR     | 22   | +20.778   | 9º      | 3     |
| 14º  | 31 | Garrett Gerloff       | GRT Yamaha               | Yamaha YZF R1        | 22   | +26.039   | 17º     | 2     |
| 15º  | 77 | Maximilian Scheib     | Orelac Racing Verdnatura | Kawasaki ZX-10RR     | 22   | +34.385   | 11º     | 1     |

#### Ritirati
| Nº | Pilota           | Squadra                  | Motocicletta      | Giri | Griglia |
| -- | ---------------- | ------------------------ | ----------------- | ---- | ------- |
| 13 | Takumi Takahashi | MIE Racing Althea Honda  | Honda CBR1000RR-R | 14   | 18º     |
| 12 | Javier Forés     | Kawasaki Puccetti Racing | Kawasaki ZX-10RR  | 10   | 10º     |
| 1  | Jonathan Rea     | Kawasaki Racing          | Kawasaki ZX-10RR  | 5    | 3º      |

### Superbike Gara Superpole

#### Arrivati al traguardo
| Pos. | Nº | Pilota                | Squadra                  | Motocicletta         | Giri | Tempo     | Griglia | Punti |
| ---- | -- | --------------------- | ------------------------ | -------------------- | ---- | --------- | ------- | ----- |
| 1º   | 1  | Jonathan Rea          | Kawasaki Racing          | Kawasaki ZX-10RR     | 10   | 15'18.421 | 3º      | 12    |
| 2º   | 54 | Toprak Razgatlıoğlu   | Pata Yamaha              | Yamaha YZF R1        | 10   | +0.067    | 4º      | 9     |
| 3º   | 45 | Scott Redding         | Aruba.it Racing - Ducati | Ducati Panigale V4 R | 10   | +0.072    | 2º      | 7     |
| 4º   | 22 | Alex Lowes            | Kawasaki Racing          | Kawasaki ZX-10RR     | 10   | +0.205    | 8º      | 6     |
| 5º   | 60 | Michael van der Mark  | Pata Yamaha              | Yamaha YZF R1        | 10   | +1.088    | 6º      | 5     |
| 6º   | 66 | Tom Sykes             | BMW Motorrad             | BMW S1000 RR         | 10   | +1.631    | 1º      | 4     |
| 7º   | 76 | Loris Baz             | Ten Kate Racing Yamaha   | Yamaha YZF R1        | 10   | +1.849    | 7º      | 3     |
| 8º   | 91 | Leon Haslam           | Team HRC                 | Honda CBR1000RR-R    | 10   | +7.145    | 5º      | 2     |
| 9º   | 21 | Michael Ruben Rinaldi | Team GoEleven            | Ducati Panigale V4 R | 10   | +7.219    | 13º     | 1     |
| 10º  | 77 | Maximilian Scheib     | Orelac Racing Verdnatura | Kawasaki ZX-10RR     | 10   | +7.433    | 10º     |       |
| 11º  | 11 | Sandro Cortese        | Outdo Kawasaki TPR       | Kawasaki ZX-10RR     | 10   | +9.678    | 12º     |       |
| 12º  | 12 | Javier Forés          | Kawasaki Puccetti Racing | Kawasaki ZX-10RR     | 10   | +10.744   | 9º      |       |
| 13º  | 7  | Chaz Davies           | Aruba.it Racing - Ducati | Ducati Panigale V4 R | 10   | +11.124   | 15º     |       |
| 14º  | 64 | Federico Caricasulo   | GRT Yamaha               | Yamaha YZF R1        | 10   | +31.961   | 11º     |       |
| 15º  | 13 | Takumi Takahashi      | MIE Racing Althea Honda  | Honda CBR1000RR-R    | 10   | +36.341   | 16º     |       |
| 16º  | 19 | Álvaro Bautista       | Team HRC                 | Honda CBR1000RR-R    | 7    | +3 giri   | 14º     |       |

### Superbike Gara 2

#### Arrivati al traguardo
| Pos. | Nº | Pilota               | Squadra                  | Motocicletta         | Giri | Tempo     | Griglia | Punti |
| ---- | -- | -------------------- | ------------------------ | -------------------- | ---- | --------- | ------- | ----- |
| 1º   | 22 | Alex Lowes           | Kawasaki Racing          | Kawasaki ZX-10RR     | 22   | 34'04.327 | 4º      | 25    |
| 2º   | 1  | Jonathan Rea         | Kawasaki Racing          | Kawasaki ZX-10RR     | 22   | +0.037    | 1º      | 20    |
| 3º   | 45 | Scott Redding        | Aruba.it Racing - Ducati | Ducati Panigale V4 R | 22   | +0.849    | 3º      | 16    |
| 4º   | 60 | Michael van der Mark | Pata Yamaha              | Yamaha YZF R1        | 22   | +1.784    | 5º      | 13    |
| 5º   | 7  | Chaz Davies          | Aruba.it Racing - Ducati | Ducati Panigale V4 R | 22   | +4.278    | 15º     | 11    |
| 6º   | 19 | Álvaro Bautista      | Team HRC                 | Honda CBR1000RR-R    | 22   | +4.322    | 14º     | 10    |
| 7º   | 77 | Maximilian Scheib    | Orelac Racing Verdnatura | Kawasaki ZX-10RR     | 22   | +4.829    | 12º     | 9     |
| 8º   | 76 | Loris Baz            | Ten Kate Racing Yamaha   | Yamaha YZF R1        | 22   | +6.172    | 7º      | 8     |
| 9º   | 11 | Sandro Cortese       | Outdo Kawasaki TPR       | Kawasaki ZX-10RR     | 22   | +11.057   | 10º     | 7     |
| 10º  | 66 | Tom Sykes            | BMW Motorrad             | BMW S1000 RR         | 22   | +17.204   | 6º      | 6     |
| 11º  | 12 | Javier Forés         | Kawasaki Puccetti Racing | Kawasaki ZX-10RR     | 22   | +33.338   | 11º     | 5     |
| 12º  | 91 | Leon Haslam          | Team HRC                 | Honda CBR1000RR-R    | 22   | +33.779   | 8º      | 4     |

#### Non classificato
| Nº | Pilota                | Squadra       | Motocicletta         | Giri | Griglia |
| -- | --------------------- | ------------- | -------------------- | ---- | ------- |
| 21 | Michael Ruben Rinaldi | Team GoEleven | Ducati Panigale V4 R | 14   | 9º      |

#### Ritirati
| Nº | Pilota              | Squadra                 | Motocicletta      | Giri | Griglia |
| -- | ------------------- | ----------------------- | ----------------- | ---- | ------- |
| 54 | Toprak Razgatlıoğlu | Pata Yamaha             | Yamaha YZF R1     | 19   | 2º      |
| 64 | Federico Caricasulo | GRT Yamaha              | Yamaha YZF R1     | 10   | 13º     |
| 13 | Takumi Takahashi    | MIE Racing Althea Honda | Honda CBR1000RR-R | 5    | 16º     |

### Supersport

#### Arrivati al traguardo
| Pos. | Nº | Pilota                | Squadra                       | Motocicletta   | Giri | Tempo     | Griglia | Punti |
| ---- | -- | --------------------- | ----------------------------- | -------------- | ---- | --------- | ------- | ----- |
| 1º   | 55 | Andrea Locatelli      | Bardahl Evan Bros.            | Yamaha YZF R6  | 16   | 26'21.914 | 1º      | 25    |
| 2º   | 16 | Jules Cluzel          | GMT94 Yamaha                  | Yamaha YZF R6  | 16   | +6.780    | 4º      | 20    |
| 3º   | 94 | Corentin Perolari     | GMT94 Yamaha                  | Yamaha YZF R6  | 16   | +11.372   | 8º      | 16    |
| 4º   | 44 | Lucas Mahias          | Kawasaki Puccetti Racing      | Kawasaki ZX-6R | 16   | +11.423   | 3º      | 13    |
| 5º   | 38 | Hannes Soomer         | Kallio Racing                 | Yamaha YZF R6  | 16   | +15.520   | 11º     | 11    |
| 6º   | 4  | Steven Odendaal       | EAB Ten Kate Racing           | Yamaha YZF R6  | 16   | +18.697   | 7º      | 10    |
| 7º   | 81 | Manuel González       | Kawasaki ParkinGO             | Kawasaki ZX-6R | 16   | +20.826   | 12º     | 9     |
| 8º   | 32 | Isaac Viñales         | Kallio Racing                 | Yamaha YZF R6  | 16   | +23.381   | 14º     | 8     |
| 9º   | 61 | Can Öncü              | Turkish Racing                | Kawasaki ZX-6R | 16   | +25.217   | 10º     | 7     |
| 10º  | 99 | Danny Webb            | WRP Wepol Racing              | Yamaha YZF R6  | 16   | +31.700   | 13º     | 6     |
| 11º  | 52 | Patrick Hobelsberger  | Dynavolt Honda                | Honda CBR600RR | 16   | +38.205   | 19º     | 5     |
| 12º  | 56 | Péter Sebestyén       | Oxxo Yamaha Team Toth         | Yamaha YZF R6  | 16   | +41.523   | 16º     | 4     |
| 13º  | 25 | Andy Verdoïa          | bLU cRU WorldSSP by MS Racing | Yamaha YZF R6  | 16   | +46.929   | 18º     | 3     |
| 14º  | 74 | Jaimie van Sikkelerus | MPM Routz Racing              | Yamaha YZF R6  | 16   | +1'02.683 | 20º     | 2     |
| 15º  | 84 | Loris Cresson         | Oxxo Yamaha Team Toth         | Yamaha YZF R6  | 16   | +1'14.262 | 21º     | 1     |
| 16º  | 9  | Galang Hendra Pratama | bLU cRU WorldSSP by MS Racing | Yamaha YZF R6  | 16   | +1'32.084 | 22º     |       |

#### Ritirati
| Nº | Pilota              | Squadra                  | Motocicletta   | Giri | Griglia |
| -- | ------------------- | ------------------------ | -------------- | ---- | ------- |
| 71 | Christoffer Bergman | Wójcik Racing            | Yamaha YZF R6  | 7    | 17º     |
| 5  | Philipp Öttl        | Kawasaki Puccetti Racing | Kawasaki ZX-6R | 6    | 6º      |
| 78 | Hikari Ōkubo        | Dynavolt Honda           | Honda CBR600RR | 3    | 15º     |

#### Squalificati
| Nº | Pilota             | Squadra                 | Motocicletta     | Giri | Tempo   | Griglia |
| -- | ------------------ | ----------------------- | ---------------- | ---- | ------- | ------- |
| 3  | Raffaele De Rosa   | MV Agusta Reparto Corse | MV Agusta F3 675 | 16   | +5.817  | 5º      |
| 22 | Federico Fuligni   | MV Agusta Reparto Corse | MV Agusta F3 675 | 16   | +21.823 | 9º      |
| 1  | Randy Krummenacher | MV Agusta Reparto Corse | MV Agusta F3 675 | 0    |         | 2º      |